# Rya Kihlstedt
Rya Kihlstedt (Lancaster, 23 de julho de 1970) é uma atriz norte-americana. Ela estrelou o filme de comédia de 1997 Home Alone 3 como Alice Ribbons e teve participações nos filmes Deep Impact (1998), Women in Trouble (2009) e The Atticus Institute (2015). Na televisão, ela teve papéis recorrentes como Dra. Michelle Ross no drama policial Dexter, e como Marilyn Rhodes no drama musical Nashville. Em 2015, Kihlstedt estrelou a minissérie da NBC Heroes Reborn, em 2022 em Superman & Lois como Ally Allston, bem como a Quarta Irmã em Obi-Wan Kenobi, um papel que ela voltou a interpretar em Tales of the Empire em 2024.

## Carreira
Kihlstedt fez sua estreia no cinema estrelando ao lado de Rutger Hauer no filme de ação e suspense Arctic Blue de 1993. Em 1995, ela apareceu na minissérie da ABC Heaven & Hell: North & South, Book III. Em 1997, Kihlstedt estrelou como Alice Ribbons, uma das criminosas do filme de comédia familiar Home Alone 3. No ano seguinte, ela apareceu no filme de ficção científica Deep Impact e coestrelou ao lado de Carla Gugino no filme Jaded. Também em 1998, Kihlstedt estrelou com Peter Gallagher no filme para televisão Admirável Mundo Novo, vagamente baseado no romance homônimo de Aldous Huxley de 1932.
Kihlstedt fez uma pausa de dez anos na atuação para se concentrar na maternidade e na criação de seus dois filhos. Em 2009, ela retornou às telas aparecendo ao lado de sua amiga Carla Gugino no filme de comédia Women in Trouble e sua sequência, Elektra Luxx. Kihlstedt participou como ator convidado em diversas séries de televisão, incluindo Covert Affairs, Criminal Minds, NCIS, CSI: Crime Scene Investigation e Drop Dead Diva. Em 2011, ela teve um papel recorrente na série dramática policial Dexter, da Showtime, como Dra. Michelle Ross. De 2012 a 2013, ela interpretou Marilyn Rhodes, uma poderosa produtora musical no drama musical da ABC, Nashville . Também em 2013, ela estrelou o filme de comédia 3 Days in Havana, dirigido por seu marido Gil Bellows.
De 2015 a 2016, ela estrelou como Erica Kravid na minissérie de ficção científica da NBC Heroes Reborn. Também em 2015, Kihlstedt foi escalada para o papel de Caroline, na série de comédia da Amazon Video, One Mississippi. Kihlstedt apareceu mais tarde em Once Upon a Time, Ray Donovan, Agents of SHIELD e na minissérie da NBC de 2017 Law & Order True Crime. De 2018 a 2019, ela teve um papel recorrente como Julia Wagner na série Charmed da CW. Em 2019, ela teve um papel recorrente ao lado de Carla Gugino em sua série Jett, e interpretou Kate Laswell no videogame Call of Duty: Modern Warfare. Também em 2019, Kihlstedt estrelou a terceira temporada do drama policial canadense Cardinal, pelo qual recebeu uma indicação ao Canadian Screen Award.
Em 2020, Kihlstedt estrelou a minissérie limitada do Hulu, A Teacher. Em 2022, ela assumiu um papel recorrente na série Superman & Lois como Ally Allston, a principal vilã da segunda temporada e também interpretou a Quarta Irmã em Obi-Wan Kenobi . Mais tarde, ela dublou a personagem em Tales of the Jedi em 2024.

## Vida pessoal
Em 1994, Kihlstedt se casou com o ator Gil Bellows. Eles têm dois filhos, uma menina e um menino. Eles se separaram em 2021.

## Filmografia

### Filme
| Ano  | Título                         | Papel               | Notas          |
| ---- | ------------------------------ | ------------------- | -------------- |
| 1993 | Arctic Blue                    | Anne Marie          |                |
| 1997 | Hudson River Blues             | Laura               |                |
| 1997 | Home Alone 3                   | Alice Ribbons       |                |
| 1998 | Deep Impact                    | Chloe               |                |
| 1998 | Jaded                          | Patricia "Pat" Long |                |
| 1999 | Frontline                      | Catherine           |                |
| 1999 | Say You'll Be Mine             | Katherine           |                |
| 2009 | Women in Trouble               | Rita                |                |
| 2010 | Elektra Luxx                   | Rita                |                |
| 2012 | Intelligence                   | Jaye Gardner        | Curta-metragem |
| 2013 | 3 Days in Havana               | Rita                |                |
| 2014 | Sticks                         | Deirdre             | Curta-metragem |
| 2015 | The Atticus Institute          | Judith Winstead     |                |
| 2015 | The Squeeze                    | Beth                |                |
| 2016 | Judi                           | Judi                | Curta-metragem |
| 2016 | Her Last Will                  | Maggie              |                |
| 2018 | The Empty House                | Marie               | Curta-metragem |
| 2018 | After Everything               | Rebecca             |                |
| 2019 | The Untold Story               | Roxy                |                |
| 2019 | Rattlesnakes                   | Esther Jarret       |                |
| 2020 | The Nowhere Inn                | Holly               |                |
| 2021 | The Ultimate Playlist of Noise | Alyssa              |                |
| 2025 | Final Destination: Bloodlines  | Darlene Campbell    |                |

### Televisão
| Ano     | Título                                   | Papel                                | Notas |
| ------- | ---------------------------------------- | ------------------------------------ | --- |
| 1993    | TriBeCa                                  | Leah Woodward                        | Episódio: "The Loft"                                                                                                  |
| 1994    | The Second Greatest Story Ever Told      | Arleen                               | Filme para TV |
| 1994    | seaQuest DSV                             | Jessie                               | Episódio: "Greed for a Pirate's Dream"                                                                                |
| 1994    | Heaven & Hell: North & South, Book III   | Willa                                | Minissérie |
| 1995    | The Buccaneers                           | Lizzy Elmsworth                      | Minissérie |
| 1995    | Alchemy                                  | Louisa                               | Filme para TV |
| 1996    | Swift Justice                            | Diane Rivers                         | Episode: "Retribution"                                                                                                |
| 1996    | Early Edition                            | Marcia Roberts Hobson                | 3 episódios |
| 1998    | Brave New World                          | Lenina Crowne                        | Filme para TV |
| 2000    | CSI: Crime Scene Investigation           | Carolyn                              | Episódio: "Long Road Home"                                                                                            |
| 2001    | She Creature                             | Mermaid                              | Filme para TV |
| 2010    | Covert Affairs                           | Helen Newman                         | Episódio: "Walter's Walk"                                                                                             |
| 2010    | Criminal Minds                           | Patty Joyce                          | Episódio: "JJ" |
| 2011    | NCIS                                     | Linda Idleton                        | Episódio: "Sins of the Father"                                                                                        |
| 2011    | Dexter                                   | Dr. Michelle Ross                    | 7 episódios Nominated – Screen Actors Guild Award for Outstanding Performance by an Ensemble in a Drama Series (2012) |
| 2011    | Connie Banks the Actor                   | Karen                                | Filme para TV |
| 2012–13 | Nashville                                | Marilyn Rhodes                       | 8 episódios |
| 2014    | CSI: Crime Scene Investigation           | Carolyn Logan                        | Episódio: "Love for Sale"                                                                                             |
| 2014    | Drop Dead Diva                           | Mayor Ellie Chapin                   | Episódio: "Sister Act"                                                                                                |
| 2014    | Perception                               | Elena Douglas                        | Episódio: "Possession"                                                                                                |
| 2014    | Masters of Sex                           | Tatti Greathouse                     | 2 episódios |
| 2015–16 | Heroes Reborn                            | Erica Kravid                         | 13 episódios |
| 2015–16 | One Mississippi                          | Caroline                             | 6 episódios |
| 2016    | Once Upon a Time                         | Cleo Fox                             | Episódio: "Firebird"                                                                                                  |
| 2016    | Ray Donovan                              | Jeannie                              | 2 episódios |
| 2017    | Law & Order True Crime                   | Cindy Erdelyi                        | 3 episódios |
| 2017    | Agents of S.H.I.E.L.D.                   | Lady Basha                           | 2 episódios |
| 2018–20 | The Bold Type                            | Babs Brady                           | 3 episódios |
| 2018–19 | Charmed                                  | Dr. Julia Wagner                     | 9 episódios |
| 2019    | Cardinal                                 | Sharlene 'Mama' Winston              | 6 episódios Indicado — Canadian Screen Award for Best Guest Performance, Drama Series                                 |
| 2019    | Secrets in a Small Town (a.k.a. Nowhere) | Ruth "Coach" Simmons                 | Filme para TV |
| 2019    | Jett                                     | Helen                                | 3 episódios |
| 2019    | Yellowstone                              | Sam                                  | 2 episódios |
| 2020    | Grey's Anatomy                           | Claire                               | Episódio: "Love of My Life"                                                                                           |
| 2020    | Love in the Time of Corona               | Sarah                                | Papel principal |
| 2020    | A Teacher                                | Sandy Walker                         | Papel recorrente |
| 2022    | Superman & Lois                          | Ally Allston, Bizarro Ally Allston   | Papel recorrente |
| 2022    | Obi-Wan Kenobi                           | Lyn Rakish / The Fourth Sister       | Disney+ |
| 2023    | Orphan Black: Echoes                     | Eleanor Miller and print-out Eleanor | Papel principal |
| 2023    | Your Honor                               | Donetta                              | 2 episódios |
| 2024    | Star Wars: Tales of the Empire           | Lyn Rakish / The Fourth Sister       | Voz |

### Video games
| Ano  | Título                           | Papel        | Notas       |
| ---- | -------------------------------- | ------------ | ----------- |
| 2019 | Call of Duty: Modern Warfare     | Kate Laswell | [ 13 ]      |
| 2022 | Call of Duty: Modern Warfare II  | Kate Laswell |             |
| 2023 | Call of Duty: Warzone 2.0        | Kate Laswell | Somente voz |
| 2023 | Call of Duty: Modern Warfare III | Kate Laswell |             |